# عرب الشمالنه
عرب الشمالنه (به عربی: عرب الشمالنة) یک روستای فلسطینی. این ۱۳ کیلومتری جنوب شرقی صفد در نزدیکی رود اردن واقع شده است.